# Олмстед (Илиноис)
Олмстед (енгл. Olmsted) град је у америчкој савезној држави Илиноис.

## Демографија
По попису из 2010. године број становника је 333, што је 34 (11,4%) становника више него 2000. године.
| Група             | 2000.       | 2010.       |
| Белци             | 241 (80,6%) | 275 (82,6%) |
| Афроамериканци    | 54 (18,1%)  | 49 (14,7%)  |
| Азијати           | 0 (0,0%)    | 0 (0,0%)    |
| Хиспаноамериканци | 2 (0,7%)    | 7 (2,1%)    |
| Укупно            | 299         | 333         |